# Cisseps packardi
Cisseps packardi là một loài bướm đêm thuộc phân họ Arctiinae, họ Erebidae.